# Jorge Argentino Fernández
Jorge Argentino Fernández (Buenos Aires, 18 de junio de 1915 – Buenos Aires, 20 de mayo de 2002) fue un bandoneonista, director de orquesta y compositor argentino de tango.

## Primeros años
Fernández nació en el barrio de Villa Crespo de la ciudad de Buenos Aires en 1915. Desde niño se interesó por la música: su padre había comprado un bandoneón para su hermano mayor, lo que motivó sus primeras lecciones de ese instrumento.
Inició su formación con un tío y luego continuó sus estudios con los maestros Anselmo Aieta y Mario Maurano.

## Trayectoria artística
A los 14 años debutó profesionalmente en la orquesta de Anselmo Aieta, y poco después integró la agrupación de Manuel Buzón. En 1932 pasó a la orquesta de Francisco Lomuto y actuó brevemente en la de Juan D’Arienzo (según el sello Visca).
Con 18 años fue convocado para integrarse al famoso sexteto de Elvino Vardaro, donde compartió bandoneón con Aníbal Troilo, Hugo Baralis, Pedro Caracciolo y Osvaldo Pugliese. Esta formación, conocida como Sexteto Germinal, debutó en el cabaret Tabarís y luego actuó en el Café Germinal con gran éxito hasta su disolución en 1935.
En 1938 Fernández participó junto a Vardaro en el Cuarteto del ’900, dirigido por Feliciano Brunelli. Entre 1940 y 1941 integró la orquesta de Rodolfo Biagi. En 1942 debutó con su propia agrupación orquestal en la emisora LR6 Radio Mitre; poco después obtuvo contratos para tocar en LR3 Radio Belgrano, en el Café El Nacional y en el Salón Les Ambassadeurs.
En 1946 contó en su conjunto con el cantor Jorge Ortiz, aunque la alianza duró solo un año. Posteriormente fue convocado para dirigir la orquesta inaugural de LR1 Radio El Mundo, en la que permaneció hasta 1950.
En 1951 fue contratado por el sello Pampa (subsidiario de Odeón), con el que grabó dos instrumentales: "Arrabal" (José Pascual) y "Contratiempo" (Astor Piazzolla). Al año siguiente su orquesta participó en emisiones del Canal 7 de televisión con el cantante Alberto “Cholo” Aguirre. A comienzos de los años 60, ante la disminución del interés por el tango, disolvió su orquesta y continuó con un trío.
En 1967 volvió a grabar con su trío, acompañado nuevamente por el pianista José Pascual, e incluso realizaron un ciclo radial por Radio Nacional. En 1970 registró sus últimos temas con un trío integrado por Roberto Zanoni (piano) y Ángel “Pichuco” Cardozo (contrabajo). En paralelo, se alejó paulatinamente de la música para trabajar en la petrolera estatal YPF, donde ocupó cargos importantes hasta su jubilación.
Además de su labor como intérprete y director, Fernández dejó algunas composiciones notables. Entre sus tangos más recordados figuran “Pena de amor” (letra de José María Contursi), “Otra vez” (también con Contursi) y “Ayer y hoy”.
El crítico Abel Palermo lo definió como “uno de los artistas que más jerarquizaron y aportaron al desarrollo de nuestra música ciudadana”. Falleció en Buenos Aires el 20 de mayo de 2002.